# Attholmen
Attholmen är en by vid östra stranden av Anten i Långareds socken i Alingsås kommun. Från 2015 avgränsar SCB här en småort.